# Министерство внешних связей Бразилии
Министерство внешних связей Бразилии отвечает за установление внешних связей Бразилии с другими странами. Его обычно называют в бразильских СМИ и на дипломатическом жаргоне Итамарати, от Дворца Итамарати, в котором находится министерство (первоначально в Рио-де-Жанейро, в настоящее время в Бразилиа).

## История
Министерство внешних сношений имеет три существенных момента, которые определили его как учреждение, которое будет позже установлено. Первым была подпись испано-португальского договора 1750 года, который восстановил границы, установленные в Тордесильясском договоре. Этот момент не был вопросом внешней политики Бразилии как таковом, скорее имел место в погоне португальцев за обретением крупнейшей колонии. Существовали, однако, видные бразильские дипломаты, к примеру Александр де Гужмау, который руководил португальской внешней политикой и пытался отделить Америку от субъекта европейской колонизации. Кульминацией дипломатических усилий Гужмау стало подписание Мадридского Договора в 1750 году, который решил территориальные проблемы в Южной Америке.
Вторым историческим моментом была передача Португальского суда Бразилии в 1808 году в результате наполеоновских войн, когда столицу Португальской империи и всю её бюрократию перевели в Рио-де-Жанейро.
И, наконец, участие министерства иностранных дел в процессе признания бразильской независимости. Актуальность этого момента превзошла создание бразильских дипломатических учреждений и впервые испытала на себе навыки ведения переговоров дипломатического корпуса императора Петра I Бразильского, который в состоянии был получить признание от всех мировых держав.
С этого момента и с момента её создания в 1822 году, Итамарати определил некоторые из его основных принципов деятельности, таких как мирного разрешение и невмешательство. С окончания Второй мировой войны и создания Организации Объединённых Наций в 1945 году Министерство консолидировало бразильское присутствие на международных форумах.
Известными дипломатами в истории Итамарати были Виконт Уругвайский, Квинтино Бокаюва, Жозе Мария да Силва Параньос, барон Рио-Бранко и Освалду Аранья.
Министерство с 6 апреля 2021 года возглавляет Канцлер Карлуш Алберту Франса.

## Внешняя политика
Основная цель бразильского министерства иностранных дел является расширение процесса региональной интеграции в соответствии с МЕРКОСУР и других региональных и финансовых органов. Он также принимает активное участие в обсуждении важных вопросов международной повестки дня, включая такие вопросы, как защита прав человека, охрана окружающей среды и поддержание мира. В то же время, оно укрепляет свои связи с Сообществом португалоговорящих стран и имеет структурированную самоорганизующуюся систему по удовлетворению потребностей и амбиций повседневных проблемы внешней политики.
Бразилия в настоящее время поддерживает дипломатические отношения с каждой страной-членом ООН в мире.

## Дипломатические миссии
Постоянные дипломатические представительства призваны осуществлять представительство, ведение переговоров и информационную деятельность, а также защиту интересов Бразилии в гармонии с правительствами других государств и международных организаций. Бразилия имеет богатую дипломатическую сеть, состоящую из более чем 250 зарубежных миссий:
- 125 посольств
- 43 консульства
- 19 вице-консульств
- более 100 почётных консульств
- 8 делегаций